# 口头水库
口头水库，位于中华人民共和国河北省行唐县西北，是郜河上游的一座大型水库。因水库坐落于孔雀山下，故又称孔雀湖。水库工程于1958年5月开工兴建，1964年10月主体工程竣工，之后经过多次扩建和加固。目前水库控制流域面积142.5平方千米，总库容1.056亿立方米。主坝为粘土心墙坝，长596.5米，坝顶宽8米，坝高30米。水库建成后，有效保护了郜河下游地区的防洪安全。
汛限水位197.39m，汛限库容0.43亿m3。